# Zuid-Polsbroek
Zuid-Polsbroek est une ancienne commune néerlandaise de la province d'Utrecht.
Du 1er janvier 1812 au 1er janvier 1818, la commune était regroupée avec Cabauw, Vliet, Vlist, Zevender, Noord-Polsbroek et Hoenkoop à la première commune de Polsbroek.
Jusqu'au 1er janvier 1821, le territoire de la commune appartenait à la province de la Hollande-Méridionale.
Zuid-Polsbroek était composée de la partie méridionale du village de Polsbroek. En 1840, la commune comptait 35 maisons et 289 habitants.
Le 8 septembre 1857 Zuid-Polsbroek a fusionné avec la commune de Noord-Polsbroek pour former la nouvelle commune de Polsbroek.

## Seigneurie de libre d'(Zuid-)Polsbroek
De 1566 à 1610, la Maison de Ligne et la Maison d'Aremberg lui succéda. Puis, de 1610 to 1870, ce furent la Maison de Graeff, une importante famille d'Amsterdam.

### Seigneurs
- -1008 	Foppe van Arkel
- 1008-1034 	Johan I van Arkel
- 1034-1077 	Johan II van Arkel
- 1077-1115/18 	Johan III van Arkel
- 1115/18-1140 	Folpert van Arkel van der Leede
- 1140-1200 	Herbaren I van der Leede
- 1200-1207 	Floris Herbaren van der Leede
- 1207-1212 	Folpert II van der Leede
- 1212-1234 	Herbaren II van der Leede van Arkel
- 1234-1255 	Johan I van der Leede
- 1255-1284 	Folpert und Pelgrim van der Leede
- 1284-1296 (?) Johan II van der Leede
- (?) 1296-1299 Wolfert I van Borselen
- -1314    Gerrit van Vliet
- Gerard van Vliet
- -1423  Jan van Woerdern van Vliet
- 1423-1448  Jan II van Montfoort
- 1448-1459  Hendrik IV van Montfoort
- 1459-1481/82 Jan III van Montfoort
- 1482       Michiel van Glymes van Bergen
- 1482-1509  Maximilian van Glymes van Bergen
- 1509-1533  Cornelis van Glymes van Bergen
- 1533-1566  Maria van Bergen
- 1566-1559  Louis de Ligne
- 1559-1568  Jean de Ligne-Arenberg
- 1568-1610  Charles d'Arenberg
- 1610-1638  Jacob Dircksz de Graeff
- 1638-1664  Cornelis de Graeff
- 1664-1707  Pieter de Graeff
- 1707-1714  Johan de Graeff
- 1714-1752  Gerrit de Graeff
- 1752-1811  Gerrit (II) de Graeff
- 1811-1814  Gerrit de Graeff (III) van Zuid-Polsbroek
- 1814-1870  Gerrit de Graeff (IV) van Zuid-Polsbroek
- 1870-1914  Dirk de Jongh